# Steiner Antal (tanár)
Steiner Antal (Késmárk, 1842. október 4. – Lőcse, 1905. szeptember 4.) bölcseleti doktor, állami főreáliskolai tanár, vegykisérleti állomás igazgatója.

## Életútja
A polgári és középiskolákat szülőhelyén járta; 1862–től 1866-ig a budapesti egyetemen tanult és 1867–től 1872-ig egyetemi tanársegéd volt a vegytani intézetnél. 1872-ben vegytanárrá neveztetett ki a lőcsei állami főreáliskolánál. 1873–tól 1875. április végéig további tudományos kiképeztetése végett Berlinben tartózkodott; 1875-től ismét a lőcsei állami főreáliskolánál működött és 1883. szeptemberben a Szepes vármegyére felállított állami vegykísérleti állomás vezetője lett. A berlini vegyészeti társaságnak, Szepes megye törvényhatósági bizottságának, Lőcse szabad királyi város képviselőtestületének tagja volt.
Cikkei a Természettudományi Társaság Közlönyében (VII. 1867. Erdélyi ásványvizek ismertetése); a Természettudományi Közlönyben (1869–70. Pesti világítógáz vegyalkotása, Magyar szappanfajok vegyelemzése); a Gyógyszerészi Hetilapban (1872. Adalék az Isocyamursav történetéhez); a lőcsei áll. főreáliskola Értesítőjében (1873. A köneny a modern vegytanban, 1882. A vegytantanítás módszeréről az alreáliskolában és a vegytani gyakorlatok); a Földtani Társulat Közlönyében (1881. A kárpáti homokkő különböző szinének okairól); a Zipser Botenak is munkatársa volt.
Jegye: A. S.

## Munkái
- Közlemények a m. kir. egyetem vegytani intézetéből. Dr. Fleischer A. és dr. Steiner Antal részéről. Előterjeszti Than Károly. Pest, 1872. (Értekezések a természettud. köréből III. 5.).
- Vizsgálatok a fulminator (Durrsavvegyek) vegyalkata felett. Bpest, 1877. (Értek. a term.-tud. kör. VIII. 4.).
- Vizsgálatok a lőcsei m. kir. főreáltanoda vegytani intézetéből. Uo. 1884. (Értek. a természettudom. kör. XIII. 13.).